# Le Monument
Le Monument est un roman d'Elsa Triolet dénonçant les ravages d'un art de propagande.

## Histoire
Elsa Triolet achève ce roman en janvier 1957 lors d'un séjour en Tchécoslovaquie. Il est publié en feuilleton dans Les Lettres françaises à partir du 4 avril 1957, puis à la NRF dès le même mois. Les remous qu'il entraîne sont à l'origine de l'essai d'Elsa Triolet intitulé La Lutte avec l'ange qui est publié dans le numéro du 5 septembre 1957. 
Il est réédité en 1966 chez Robert Laffont dans le volume Œuvres romanesques croisées d'Elsa Triolet et Aragon, illustré par Adolf Hoffmeister avec l'essai devenu préface. La préface est reprise intégralement dans Les Lettres françaises no 1116 en janvier-février 1966. 
Le Monument trouve son origine au lendemain de la mort de Staline en mars 1953. Au moment de publier dans Les Lettres françaises, un article sur la mort de Staline, Aragon demande à Picasso d'écrire quelques mots pour l'introduire. Finalement, une heure avant le tirage, c'est un dessin que Picasso envoie. Le portrait de Staline par Picasso occupe alors le milieu de la première page. Il s'agit d'un dessin au fusain d'un Staline jeune, portant une moustache lisse, presque juvénile, en contraste absolu avec le Staline venant de mourir. 
Aussitôt, le Parti communiste français désapprouve le portrait. L'Humanité fait paraître en première page un blâme à Aragon, lui demandant de publier ce blâme dans Les lettres ainsi que les lettres d'opprobre reçues. Aragon s'exécute. 
Mais, alors qu'il séjourne en Union Soviétique, Maurice Thorez expédie un télégramme de désapprobation contre le secrétariat du P.C. français pour avoir blâmé Aragon, le portrait ayant été bien accueilli en URSS. C'est de cet événement qu'Elsa Triolet s'inspire pour son roman. 
Au même moment, elle apprend le suicide à Prague d'un sculpteur qui met fin à ses jours pour avoir cru rater un immense monument à la gloire de Staline. Une énorme statue dont, dit la légende, si on la faisait sauter à la dynamite, toute la vieille ville de Prague serait détruite. Elsa Triolet trouve alors son héros : un sculpteur inconnu qui finirait par se suicider par dépit personnel vis-à-vis de son art. 
En été 1962, Elsa Triolet se rend à Prague pour observer la statue qui inspira Le Monument et qui allait être détruite. Elle ne la trouve pas si hideuse que l'avait trouvée son personnage, Lewska. Le gros bloc de granit est détruit et la vieille ville de Prague en reste intacte.
Aragon considérait Le Monument comme le chef d’œuvre d'Elsa.